# Kepler-138
Kepler-138 (KOI-314) — звезда, которая находится в созвездии Лиры на расстоянии около 217 световых лет от Солнца. Вокруг звезды обращаются, как минимум, три планеты.

## Характеристики
Kepler-138 — красный карлик спектрального класса M0/1 V, имеющий видимую звёздную величину 12,9m. Впервые упоминается в каталоге 2MASS под наименованием 2MASS J19213157+4317347. В настоящий момент более распространено наименование Kepler-138, данное группой исследователей из команды космического телескопа Кеплер, открывших у неё планеты. Звезда имеет массу и радиус, равные 57 % и 54 % солнечных соответственно. Температура на поверхности звезды равна приблизительно 3871 K. Светимость звезды в 38.5 раз слабее солнечной. Возраст Kepler-138 составляет более одного миллиарда лет.